# Saturn-Award-Verleihung 2006
Die 32. Saturn-Award-Verleihung fand am 2. Mai 2006 statt. In diesem Jahr wurden erstmals Preise für Videospiele verliehen. Erfolgreichste Produktionen mit je drei Auszeichnungen wurden Batman Begins und King Kong.

## Nominierungen und Gewinner

### Film
| Kategorie                               | Preisträger                                                 | Film                                           | Nominierungen |
| --------------------------------------- | ----------------------------------------------------------- | ---------------------------------------------- | --- |
| Bester Science-Fiction-Film             |                                                             | Star Wars: Episode III – Die Rache der Sith    | Fantastic Four Die Insel The Jacket Serenity – Flucht in neue Welten Krieg der Welten |
| Bester Horrorfilm                       |                                                             | Der Exorzismus von Emily Rose                  | Constantine Land of the Dead Saw II Der verbotene Schlüssel Wolf Creek |
| Bester Fantasyfilm                      |                                                             | Batman Begins                                  | Charlie und die Schokoladenfabrik Die Chroniken von Narnia: Der König von Narnia Harry Potter und der Feuerkelch King Kong Zathura – Ein Abenteuer im Weltraum |
| Bester Action-/Adventure-/Thriller-Film |                                                             | Sin City                                       | Flightplan – Ohne jede Spur A History of Violence Kiss Kiss, Bang Bang Mr. & Mrs. Smith Oldboy Red Eye |
| Bester Animationsfilm                   |                                                             | Corpse Bride – Hochzeit mit einer Leiche       | Himmel und Huhn Das wandelnde Schloss Die Rotkäppchen-Verschwörung Madagascar Wallace & Gromit – Auf der Jagd nach dem Riesenkaninchen |
| Beste Regie                             | Peter Jackson                                               | King Kong                                      | Christopher Nolan für Batman Begins Andrew Adamson für Die Chroniken von Narnia: Der König von Narnia Mike Newell für Harry Potter und der Feuerkelch George Lucas für Star Wars: Episode III – Die Rache der Sith Steven Spielberg für Krieg der Welten |
| Bestes Drehbuch                         | Christopher Nolan David S. Goyer                            | Batman Begins                                  | Ann Peacock, Andrew Adamson, Christopher Markus & Stephen McFeely für Die Chroniken von Narnia: Der König von Narnia Steve Kloves für Harry Potter und der Feuerkelch Peter Jackson, Fran Walsh & Philippa Boyens für King Kong George Lucas für Star Wars: Episode III – Die Rache der Sith David Koepp für Krieg der Welten |
| Beste Spezialeffekte                    | Joe Letteri Richard Taylor Christian Rivers Brian Van’t Hul | King Kong                                      | Janek Sirrs, Dan Glass, Chris Corbould & Paul Franklin für Batman Begins Dean Wright, Bill Westenhofer, Jim Berney & Scott Farrar für Die Chroniken von Narnia: Der König von Narnia Jim Mitchell, Tim Alexander, Tim Webber & John Richardson für Harry Potter und der Feuerkelch John Knoll, Roger Guyett, Rob Coleman & Brian Gernand für Star Wars: Episode III – Die Rache der Sith Dennis Muren, Pablo Helman, Randy Dutra & Daniel Sudick für Krieg der Welten |
| Beste Musik                             | John Williams                                               | Star Wars: Episode III – Die Rache der Sith    | James Newton Howard & Hans Zimmer für Batman Begins Danny Elfman für Charlie und die Schokoladenfabrik Patrick Doyle für Harry Potter und der Feuerkelch John Ottman für Kiss Kiss, Bang Bang John Williams für Krieg der Welten |
| Bestes Kostüm                           | Isis Mussenden                                              | Die Chroniken von Narnia: Der König von Narnia | Lindy Hemming für Batman Begins Gabriella Pescucci für Charlie und die Schokoladenfabrik Jany Temime für Harry Potter und der Feuerkelch Terry Ryan für King Kong Trisha Biggar für Star Wars: Episode III – Die Rache der Sith |
| Bestes Make-Up                          | Howard Berger Nikki Gooley Gregory Nicotero                 | Die Chroniken von Narnia: Der König von Narnia | Nick Dudman & Amanda Knight für Harry Potter und der Feuerkelch Richard Taylor, Gino Acevedo, Dominie Till & Peter Swords King für King Kong Howard Berger & Gregory Nicotero für Land of the Dead Howard Berger & Gregory Nicotero für Sin City Dave Elsey, Lou Elsey & Nikki Gooley für Star Wars: Episode III – Die Rache der Sith |
| Bester Hauptdarsteller                  | Christian Bale                                              | Batman Begins                                  | Viggo Mortensen für A History of Violence Robert Downey Jr. für Kiss Kiss, Bang Bang Pierce Brosnan für Mord und Margaritas Hayden Christensen für Star Wars: Episode III – Die Rache der Sith Tom Cruise für Krieg der Welten |
| Beste Hauptdarstellerin                 | Naomi Watts                                                 | King Kong                                      | Tilda Swinton für Die Chroniken von Narnia: Der König von Narnia Laura Linney für Der Exorzismus von Emily Rose Jodie Foster für Flightplan – Ohne jede Spur Rachel McAdams für Red Eye Natalie Portman für Star Wars: Episode III – Die Rache der Sith |
| Bester Nebendarsteller                  | Mickey Rourke                                               | Sin City                                       | William Hurt für A History of Violence Liam Neeson für Batman Begins Val Kilmer für Kiss Kiss, Bang Bang Cillian Murphy für Red Eye Ian McDiarmid für Star Wars: Episode III – Die Rache der Sith |
| Beste Nebendarstellerin                 | Summer Glau                                                 | Serenity                                       | Katie Holmes für Batman Begins Jennifer Carpenter für Der Exorzismus von Emily Rose Michelle Monaghan für Kiss Kiss, Bang Bang Jessica Alba für Sin City Gena Rowlands für Der verbotene Schlüssel |
| Bester Nachwuchsschauspieler            | Dakota Fanning                                              | Krieg der Welten                               | Freddie Highmore für Charlie und die Schokoladenfabrik William Moseley für Die Chroniken von Narnia: Der König von Narnia Daniel Radcliffe für Harry Potter und der Feuerkelch Alex Etel für Millions Josh Hutcherson für Zathura – Ein Abenteuer im Weltraum |

### Fernsehen
| Kategorie                                        | Preisträger    | Film                                                          | Nominierungen |
| ------------------------------------------------ | -------------- | ------------------------------------------------------------- | --- |
| Beste DVD-Veröffentlichung einer Fernsehserie    |                | Lost (für Staffel 1)                                          | Battlestar Galactica (für Staffel 1 & 2.0) Star Trek: Enterprise Dr. House (für Staffel 1) Smallville (für Staffel 4) Frankenstein Reborn |
| Beste DVD-Neuveröffentlichung einer Fernsehserie |                | The Greatest American Hero                                    | Hinterm Mond gleich links (für Staffel 1–2) Adventures of Superman (für Staffel 1) Alfred Hitchcock Presents (für Staffel 1) Kolchak: The Night Stalker Das Model und der Schnüffler (für Staffel 1–2)                                                      |
| Beste DVD-Kollektion                             |                | The Bela Lugosi Collection                                    | Mystery Science Theater 3000 (für Mystery Science Theater 3000 Collecti]on Vol. 7 & 8) The Harold Lloyd Collection Hammer Horror Film Series Batman, Batmans Rückkehr, Batman Forever, Batman & Robin (für The Batman Collection) The Val Lewton Collection |
| Beste Fernsehpräsentation                        |                | Masters of Horror Bermuda Dreieck – Tor zu einer anderen Zeit | Into the West – In den Westen Revelations – Die Offenbarung Category 7 – Das Ende der Welt Mysterious Island – Die geheimnisvolle Insel |
| Beste Network-Fernsehserie                       |                | Lost                                                          | Invasion Prison Break Smallville Supernatural Surface – Unheimliche Tiefe Veronica Mars |
| Beste Syndication-/Kabel-Fernsehserie            |                | Battlestar Galactica                                          | 4400 – Die Rückkehrer The Closer Nip/Tuck – Schönheit hat ihren Preis Stargate – Kommando SG-1 Stargate Atlantis |
| Bester TV-Hauptdarsteller                        | Matthew Fox    | Lost                                                          | William Fichtner für Invasion Julian McMahon für Nip/Tuck – Schönheit hat ihren Preis Wentworth Miller für Prison Break Tom Welling für Smallville Ben Browder für Stargate – Kommando SG-1                                                                 |
| Beste TV-Hauptdarstellerin                       | Kristen Bell   | Veronica Mars                                                 | Jennifer Garner für Alias – Die Agentin Jennifer Love Hewitt für Ghost Whisperer – Stimmen aus dem Jenseits Evangeline Lilly für Lost Patricia Arquette für Medium – Nichts bleibt verborgen Kristin Kreuk für Smallville                                   |
| Bester Nebendarsteller                           | James Callis   | Battlestar Galactica                                          | Jamie Bamber für Battlestar Galactica Adewale Akinnuoye-Agbaje für Lost Terry O’Quinn für Lost Michael Rosenbaum für Smallville Sam Neill für Bermuda Dreieck – Tor zu einer anderen Zeit                                                                   |
| Beste TV-Nebendarstellerin                       | Katee Sackhoff | Battlestar Galactica                                          | Michelle Rodríguez für Lost Erica Durance für Smallville Allison Mack für Smallville Claudia Black für Stargate – Kommando SG-1 Catherine Bell für Bermuda Dreieck – Tor zu einer anderen Zeit                                                              |

### Homevideo
| Kategorie                                        | Preisträger | Film                                              | Nominierungen |
| ------------------------------------------------ | ----------- | ------------------------------------------------- | --- |
| Beste DVD-Veröffentlichung                       |             | Ray Harryhausen: The Early Years Collection       | Bionicle 3: Web of Shadows Scream and Run Cube Zero Dead & Breakfast – Hotel Zombie Ringers: Lord of the Fans    |
| Beste DVD-Veröffentlichung eines Klassikers      |             | Der Zauberer von Oz                               | Ben Hur Die Fliege Gladiator King Kong und die weiße Frau Titanic                                                |
| Beste DVD-Veröffentlichung einer Special-Edition |             | Sin City (für Sin City: Recut, Extended, Unrated) | Donnie Darko Vergiss mein nicht! The Incredibles – Die Unglaublichen Lemony Snicket – Rätselhafte Ereignisse Saw |

### Ehrenpreise
| Kategorie                  | Preisträger     | Film | Nominierungen |
| -------------------------- | --------------- | --- | ------------- |
| Special Award              |                 | Raumschiff Enterprise – Das nächste Jahrhundert Star Trek: Deep Space Nine Star Trek: Raumschiff Voyager (Special Recognition Award für die Star Trek Fernsehserien, 1987–2005) |               |
| Filmmaker’s Showcase Award | Shane Black     | |               |
| Rising Star Award          | Brandon Routh   | |               |
| George Pal Memorial Award  | Ray Harryhausen | |               |

### Videospiele
| Kategorie                         | Preisträger | Film                      | Nominierungen |
| --------------------------------- | ----------- | ------------------------- | --- |
| Bestes Science-Fiction-Videospiel |             | Star Wars: Battlefront II | The Incredible Hulk: Ultimate Destruction Psychonauts Star Wars: Knights of the Old Republic II: The Sith Lords TimeSplitters |
| Bestes Horror-Videospiel          |             | Resident Evil 4           | Castlevania: Curse of Darkness F.E.A.R. Fahrenheit Stubbs the Zombie in Rebel Without a Pulse                                 |
| Bestes Fantasy-Videospiel         |             | God of War                | Dragon Quest: Die Reise des verwunschenen Königs Guild Wars King Kong: The Official Game of the Movie Shadow of the Colossus  |